# Лобысевич, Пётр Павлович
Пётр Павлович Лобысевич (не ранее 1764 — не ранее 1817) — русский поэт и баснописец XVIII—XIX вв.

## Биография
Об его детстве информации практически не сохранилось, да и прочие биографические сведения о нём очень скудны и отрывочны. Пётр Павлович Лобысевич родился в 1764-1768 годах в семье Павла Кирилловича Лобысевича, Стародубского полкового есаула в числе 10 братьев и сестёр, его младший брат Григорий Павлович стал генерал-лейтенантом по адмиралтейству. 
Прапорщик Тамбовского пехотного полка в 1783 году. Служил советником 1-го департамента Черниговского генерального суда и имел чин коллежского асессора. Жил в селе Посудичи. Скончался после 1817 года. 
Несмотря на провалы в биографических сведениях о нём, П. П. Лобысевич оставил после себя множество произведений, хотя следует отметить, что М. Попов в «РБСП», а также статья в «ЭСБЕ» дают не особенно лестную оценку его творчеству: «Произведения Лобысевича написаны тяжелым языком и крайне напыщенны».

## Семья[1]
Жена - Наталья Тимофеевна, урождённая Бука.
Дети:
- Пётр Петрович, подполковник, Херсонский полицмейстер
- Иван Петрович (1798—1865) — генерал-лейтенант, начальник артиллерии Оренбургского края.
- Анна
- Елена
- Вера.